# Daniel Chebii
Daniel Kipchumba Chebii (* 28. Mai 1985) ist ein kenianischer Langstreckenläufer, der sich auf Straßenläufe spezialisiert hat.
2010 siegte er beim Grand Prix von Bern, beim Altötting-Halbmarathon, beim Düsseldorfer Kö-Lauf, beim Alsterlauf und beim Halbmarathonbewerb des Küstenmarathons. Im Jahr darauf wurde er Dritter beim Berliner Halbmarathon, Vierter beim Würzburger Residenzlauf, verteidigte seinen Titel in Bern, Altötting und beim Alsterlauf und wirkte als Tempomacher beim Berlin-Marathon. Nach seinem dritten Sieg in Folge beim Grand Prix von Bern 2012 gewann er den Budweis-Halbmarathon und wurde Zweiter beim Dam tot Damloop.
Sein größter Erfolg 2013 war der Sieg beim Grand Prix von Prag in 27:35 min. Außerdem wurde er Achter beim Prag-Halbmarathon, Sechster beim Ústí-Halbmarathon und Achter beim Valencia-Halbmarathon.
Am 5. September 2015 siegte er das zweite Mal beim Grand Prix von Prag. Er benötigte für den 10-km-Straßenlauf 27:42 min. 2016 folgte ein 8. Platz mit 28:20 min, sowie ein Sieg bei Boston B.A.A. 10k mit 27:55 min. 
2017 gewann er Boston B.A.A. 10k erneut mit 27:58 min, bei den Halfmarathons in Den Haag (6. Platz mit 1:01:30) und Berlin (4. Platz mit 1:01:49) landete er ebenfalls im Spitzenfeld. Den Boston B.A.A. Halbmarathon konnte er 2018 mit 1:03:08 gewommen und beim Honolulu Halbmarathon den zweiten Platz erlaufen. 2019 folgten die letzten offiziellen Läufe: ein 2. Platz beim Boston B.A.A. 10k, sowie ein 18. beim Grand Prix von Prag.

## Bestzeiten
- 10-km-Straßenlauf: 27:35 min, 7. September 2013, Prag
- Halbmarathon: 59:49 min, 9. Juni 2012, Budweis (bis heute, Stand Sept. 2021, Streckenrekord)[3]
- 25-km-Straßenlauf: 1:13:38 h, 25. September 2011, Berlin